# Мислия
Мислия (ивр. מערת מיסליה‎), также известная как Пещера Броцена — пещера в Израиле.
Фриц Броцен впервые описал пещеру в 1927 году. Мислия представляет собой разрушенную пещеру на горе Кармель, содержащую археологические слои нижнего палеолита и среднего палеолита. Это место имеет важное значение в палеоантропологии для открытия того, что с 2018 по 2019 год считалось самыми ранними известными останками, приписываемыми Homo sapiens (Мислия 1) за пределами Африки, датируемыми 185 000 годами назад (194—177 тыс. лет назад).
Раскопки, проведенные учёными из Университета Хайфы и Университета Тель-Авива в сезоне 2000/2001, дали результаты находок, датируемых от 300 000 до 150 000 лет назад.
Особый интерес представляет окаменелость Мислия-1, верхняя челюсть, обнаруженная в 2002 году и первоначально датированная «возможно 150 000 лет назад» и классифицированная как «ранний современный Homo sapiens» (EMHS). В январе 2018 года дата окаменелости была пересмотрена до 177 000—194 000 лет назад (95% доверительный интервал), что квалифицирует Мислию-1 как одно из старейших известных ископаемых H. sapiens, сравнимое по возрасту с останками людей из Омо, идентифицированных как «архаичные Homo sapiens» или Homo sapiens idaltu, и как старейшего современного человека, когда-либо найденного за пределами Африки. С археологической точки зрения слои раннего среднего палеолита в пещере Мислия документируют появление новых технологических концепций в Леванте, включая полноценные леваллуазские технологии и ламинарную (пластинчатую) технологию (laminar technology), аналогичные технологических концепциям в одновременных и более ранних памятниках среднего каменного века Африки (MSA) в Джебель-Ирхуде (Марокко), в формациях Гадемотта (Gademotta) и Кулькулетти (Kulkuletti) в Эфиопии, в формации Каптурин (Kapthurin) в Кении и в Кату Пане (Kathu Pan) на юге Африки. Пластины, изготовленные ламинарными методами, преобладают над изделиями Леваллуа в пещере Мислия. В пещерах Мислия и Хайоним в Израиле и на местонахождении Хуммаль (Hummal) в оазисе Эль-Ковм (Центральная Сирия) ламинарные и леваллуазские методы сосуществуют в одной индустрии.
Среди обнаруженных в пещере видов была кротовая полёвка, которая исчезла из региона около 150 тысяч лет назад.

## Галерея
- Кремнёвые изделия из пещеры Мислия
- Верхняя челюсть газели из пещеры Мислия (около 200 тысяч лет до настоящего времени)
- Профессор Мина Аброн во время раскопок в пещере Мислия в 2002 году